# SnappCar
SnappCar is een ondernemingswebsite die bemiddelt in het delen van auto's tussen particulieren. Particulieren kunnen via de site hun eigen auto verhuren aan anderen tegen een zelf te bepalen financiële vergoeding. Om dit verzekeringstechnisch mogelijk te maken, wordt de autoverzekering van de verhuurder voor de vastgestelde huurperiode vervangen door een tijdelijke verzekering van SnappCar.
In april 2015 breidde de onderneming haar werkgebied uit door overname van het Deense bedrijf MinBilDilBil ('mijn auto, jouw auto').

## Geschiedenis
SnappCar werd begin 2011 opgericht door Pascal Ontijd en Victor van Tol. Op 3 oktober 2011 werd door toenmalig burgemeester Aleid Wolfsen in Utrecht de website opgestart, die daarmee de eerste website was die autodelen in Nederland mogelijk maakte. In maart 2014 werden er via de website zo'n 7.000 auto's gedeeld, ongeveer 64 procent van alle deelauto's in Nederland. In 2017 waren er meer dan 250.000 leden en werden er ruim 30.000 auto's gedeeld. Veel van de peer-to-peer deelauto's in Nederland worden in de praktijk niet gedeeld, in 2022 stonden er tienduizenden zo geregistreerd maar zijn niet meer beschikbaar. Van de 7.000 die wel beschikbaar zijn werden er 5.615 minstens een keer verhuurd in 2022. 
SnappCar is voor het grootste deel gefinancierd door crowdfunding; er werd door het publiek ruim een half miljoen geïnvesteerd. SnappCar is een gecertificeerde maatschappelijke onderneming (social enterprise) en maakt deel uit van de deeleconomie, een socio-economisch systeem waarin delen en collectief consumeren centraal staat.

## Werking
Autobezitters kunnen via SnappCar hun auto verhuren aan derden, in ruil voor een financiële vergoeding. Er kan gekozen worden de auto met iedereen te delen, of alleen met een vooraf bepaalde groep. Autobezitters kunnen hun eigen prijs en beschikbaarheid bepalen. SnappCar vraagt een vast bedrag per verhuurdag voor verzekering, hulp bij pech, betrouwbaarheidschecks en bemiddeling. Huurders worden gecontroleerd op basis van een rijbewijsupload.
In 2017 was van de ruim 5000 geregistreerde auto's bijna 5% een elektrische of hybride auto, terwijl het landelijk percentage 1,4% was.